# Golam Ambia
Golam Ambia (bengalisch গোলাম আম্বিয়া; * 2. Februar 1966) ist ein ehemaliger bangladeschischer Sprinter.

## Erfolge
Er trat bei den Olympischen Sommerspielen 1992 in Barcelona an. Er startete im Wettbewerb über 100 m und erreichte 11,06 s, qualifizierte sich jedoch nicht für die nächste Runde. Seine persönliche Bestzeit war 10,40 s 1991. Außerdem trat er mit Mohamed Mehdi Hasan, Shahanuddin Choudhury und Shah Jalal bei der Staffel an.